# Sant Pere de la Cellera
Sant Pere de la Cellera, o dels Forquets és una antiga església parroquial del nucli desaparegut de Sant Pere dels Forquets, del terme comunal d'Argelers, a la comarca del Rosselló, Catalunya del Nord.
Està situada a l'indret on ara s'alça el Mas Cònsol, amb les restes del poble desaparegut esmentat. És a la zona central-sud del terme d'Argelers, a llevant del Mas d'en Quelet d'Amunt.

## Història
L'alou de Sant Pere està documentat des del 981, tot i que un document perdut, però citat en un altre del 1068, signat pel rei Lluís el Piadós (814-840), ja esmenta l'alou de Sant Pere. El seu territori anava des del costat mateix d'Argelers (juxta villam Argelariam) fins a la Torre de la Maçana, fins al límit amb Vallbona i fins a la mar a la zona del Racó. Les restes de l'església i del poblat ja foren localitzades per historiadors i arqueòlegs a finals del segle xix. Aquest terme està documentat des del segle ix.

## Arquitectura
Poca cosa queda de l'església de Sant Pere de la Cellera: un mur d'uns 6 metres de llargària i d'1,3 de gruix, que sobresurt dos metres del nivell del terra per una banda i un per l'altra, a causa del desnivell del lloc. Un casalot modern en talla l'extrem oest, i a l'extrem est hi ha també restes de parets més modernes. Prop de l'extrem de llevant hi ha la base d'un pilar, que pot correspondre a l'arrencada d'un arc. A uns 3,5 m al nord hi ha restes d'un mur paral·lel, que ara serveix de contenció del camí. L'aparell dels dos murs és molt primitiu,u amb carreus grossos sense treballar, de vegades simplement trencats, però molt ben disposats i units amb una argamassa molt dura. Tot plegat correspon sens dubte a una construcció altmedieval.
L'antic cementiri era al sud-oest d'aquestes restes, a ponent del Mas Cònsol.